# Línea de crujía
En náutica, la línea de crujía se define como la línea imaginaria que, pasando de proa a popa de la embarcación, divide al buque en dos mitades iguales, y se puede observar desde una vista superior.
Situándose uno en la popa del buque mirando hacia la proa, la línea de crujía dividirá al buque en dos secciones llamadas bandas. La banda de estribor será la que quede situada a la derecha de la línea de crujía en sentido de la marcha. La banda de babor será la que quede a la izquierda de la línea de crujía en sentido de la marcha.
- Datos: Q5987867